# 魔石商ラピス・ラズリ
『魔石商ラピス・ラズリ』（ませきしょうラピス・ラズリ）は、桜ナオキによる日本の漫画。『別冊コロコロコミック』（小学館）にて2012年10月号から2015年12月号まで掲載されていた。
「願い」をテーマに据え、ホラーテイストを加味したストーリーを1話完結のオムニバス形式で描いている。
雑誌での連載終了後、2020年代から作者のSNSアカウントにて、新エピソードが掲載されている。

## あらすじ
町中に突然現れた謎の宝石店「タリスマン」の店主であるラピス・ラズリは店を訪れた子供に願いを叶える力を持つ宝石「ラピス・ラズリ」を渡し、対価として客から「心の宝石」を回収している。客人はラピス・ラズリの力で願いを叶え一時の幸せを謳歌するが、次第に状況が悪い方向へと進んでいき、最悪の結末を迎えてしまう。そんな絶望的な末路を辿った子供たちの今際の際に、毎回ラピスは姿を現して更に絶望を煽り立て、まるで端から人を絶望に陥れることが目的であるかのように喜びの顔を見せる。
彼が人を絶望と破滅に陥れる理由は、彼の一族の滅亡にまつわる絶望と悲しみの物語に隠されていた。
宝石を生み出す力を持つ宝石使いの一族は、魔の森の奥の隠れ里で人目を避けるようにして暮らし、森の外に出ることを固く禁じていた。人間を欲望によって不幸をもたらす恐ろしい存在とみなしていたからであるにも拘らず好奇心に抗えなかった幼いラピスは、掟を破って森を抜け出し、狼の群れに襲われたところを助けてくれた人間の少年・ルーべと友達になる。ラピスは大酒飲みで怠け者の父に代わって働く彼のために、自分がはじめて生み出した宝石を渡す。ルーべはその宝石を換金することで大金を手にするが、それを怪しんだルーべの父・ライズは、息子のあとをつけて宝石使いの一族の隠れ里を突き止め、大金を欲するあまり仲間を誘って里を襲撃し宝石使いたちを虐殺する。その際のライズの言葉により、ラピスはルーベが隠れ里のことを教えたと誤解して深く絶望し、心の宝石の崩壊によって魔眼の力が覚醒した上に肉体が不老不死と化し、他人の絶望に愉悦と快楽を見出す残忍な性格に変貌してしまった。豹変したラピスは、ライズとその仲間たちの「金が欲しい」という願いを歪んだ形で叶えることで復讐を果たし、その様子を直視させられたショックで精神崩壊したルーべを残してその場を立ち去る。以来、数百年に渡り、ラピスは破滅と絶望を押し売る魔石商として、人々を絶望させてきた。
欲望と絶望と破滅の繰り返しの果て、人類は一人の少年の願いがきっかけで滅亡する。訪れた客の心の宝石の中から壊れてしまった自分の心の宝石の代りになるものを探していたラピスであったが、もはやそれが叶うことはなくなったが、今まで集めてきた絶望に染まった心の宝石の力によって自分自身の願いを叶える能力を手に入れ、「数百年前に戻り、奴を葬り去る」という願いを叶えるべく時間を巻き戻す「時の砂時計」を生み出し、全ての始まりとなったあの日へと向かう。そして森に入ろうとしていたルーべを追い払い、「彼との出会いをなかったことにした」。結果、幼いラピスはそのまま狼の牙によって命を落とし、願いの成就と引き換えに生じたタイムパラドックスによって現代のラピスもまた、消え去ってしまう。彼が葬り去りたかった「奴」とは、一族滅亡のきっかけを作ってしまった幼いあの日の自分自身であり、彼自身の願いとは幼い自分を犠牲にすることで里の仲間を救うことだった。こうして、人々を絶望の渦に叩き込んできたラピス自身の自己犠牲という皮肉な形で絶望の未来は回避された。
ラピスの身を捨てた時間改変の影響により、彼の手で運命を狂わされた全ての人々は皆無事に平穏に暮らしていた。死の運命を回避したラピスの友人の少女・ペリドットにラピスそっくりの赤ん坊が生まれ、彼女は生まれ変わりと信じて赤ん坊にラピスと名付ける。ラピスの宝石によって人生を狂わされた少年たちも、今ではラピス・ラズリもタリスマンも存在しない世界で仲良く暮らしている。
そんな中、子供たちの通う学校にラピスそっくりの謎の少女・魔石晶子が転校生として姿を現し、新たな絶望と破滅の始まりを予感させつつ物語は幕を閉じる。

## 登場人物
ラピス・ラズリ
宝石店「タリスマン」の店主を務める謎の少年。正体は人間の願いを叶える宝石を生み出す能力を持つ、宝石の民の一族の生き残りである。頭の帽子に見える大きな宝石や心の宝石、彼が作り出す願いを叶える宝石は元は青い色をしていたが、心の宝石を失った影響で赤色に変化しており、更に願いを叶える宝石そのものも変質してドクロの模様が浮かんでいる。また、右目（魔眼）には人間の心の宝石を取り出す、過去の映像を見せるなどの様々な力があり、また心の宝石と引き換えにラピス・ラズリを来訪者に渡している。
かつて一族の掟を破って里を抜け出した直後に人間の少年・ルーベと出会い彼と友達になるが、それがきっかけとなって自分以外の同族を人間に虐殺され一族の滅亡を招いてしまう。その時に味わった深い絶望によって心の宝石が壊れたために、右目が魔眼に、肉体が不老不死と化し、冷酷且つ残忍な性格に変貌してしまう。それ以来、「自分自身の願いを叶える」という目的を果たすために人々を絶望に陥れつつ、商売の傍らで客人の心の宝石の中から自分に合うものを探し続けている。
自分の願いを叶えるためには心の宝石を絶望に染め上げる必要があるため、客人が危機に直面した際には必ず姿を現し、魔眼の力と言葉責めによって更なる絶望を煽り立てて破滅に追いやる。「あなたの絶望が、私の願望なのです！」が毎度の決め台詞。絶望こそが自分自身を救う唯一の術と考えているため、絶対に客を救うことはない。大きな絶望を目の当たりにする度にこの上ない快楽を感じており、客の破滅の旅に愉悦に歪んだ笑みを浮かべる。
「心も肉体もすでに化け物」「わたしにまともな心などもはやありはしない」と自身で豪語するように、心の宝石の崩壊によって心身ともに異形になり果てており、悲しみや罪悪感といった感情も欠如しているものの、自分の行いが非道であるという自覚や、過去に犯した過ちへの後悔の念は持ち合わせている。
物語終盤では木曽久芝留の願いによって人類が滅亡したことで自分の心の代わりになる心の宝石を手に入れることが出来なくなるが、同時にこれまでに集めた客人の心の宝石を吸収して「自分の願い」を叶える能力を得る。その力を用いて過去に戻り「自分自身を消す」ことによって一族を滅亡から救い出したの引き換えに、タイムパラドックスによって消滅した。一族滅亡の過去の回避から10年後、大人になり結婚した幼馴染・ペリドットの子供として生まれ変わった。
第四巻の特別編の終盤ではラピスと瓜二つな少女・魔石昌子が転校生として現れたが、ラピスとの関係は不明。

### 来客者とその関係者
宝石店「タリスマン」を訪れた客達。渡されたラピス・ラズリにより願いを叶えて様々な能力で味わった一時の幸せも束の間、能力の使い方を誤る等して絶望的な末路を辿ることになる。最終的にはラピスの身を捨てた時間改変の影響で絶望の未来が回避されたことにより、全員そろって無事に平穏な生活を送っていることが第四巻の特別編で明らかにされた。依頼人の本名や関係者の名前は全てテーマとなる願いや関連する言葉をもじった言葉遊び的なネーミングになっている。

#### 第1巻
後輪寺 優（ごりんじ ゆう）
第1話の主役で、偶然訪れたタリスマンでラピス・ラズリを手に入れた少年。名前の由来は「ご臨終」。ラピス・ラズリの力で「やり直しの利く人生を送りたい」という願いを叶え、自分の状況を記録して記録した時点の時間に戻れる力を手に入れる。
この能力を利用して宝くじで当てた1億円で母親と一緒に海外旅行に出かけたところ飛行機事故に巻き込まれ、事故発生前に飛行機内でセーブしていために事故を回避出来ぬまま墜落によって命を落とす。なお、本作では珍しくアイテムによる直接的な効果ではない形で破滅を迎えている。
第四巻の特別編では輝江法太の友人のいとこである少年と仲良く話している姿が描かれた。
鏡 うつる（かがみ うつる）
第2話の主役で、面倒なことを全て他人任せにして自分は楽ちんに過ごしたいという子供らしい願いを持っていた少年。名前の由来は「鏡に映る」。ラピス・ラズリの力でドッペルゲンガーを生み出す魔法の鏡を手に入れ、自分に忠実な分身「ドッペル」を生み出し、それからは面倒なことを全てドッペルにやらせて自分は鏡の中の部屋で過ごしていた。
鏡の中に長期間ひきこもる内に太ったことで同じ姿をしたものしか出入りできない鏡の外に出られなくなり、更にはドッペルに裏切られて魔法の鏡を海に捨てられたため永遠に鏡の中から出られなくなってしまった。
第四巻の特別編では鏡の前でポーズを取る姿が描かれた。
ドッペル
うつるが魔法の鏡の力で作り出した分身（ドッペルゲンガー）。姿はうつるそっくりだが、口調は非常に丁寧である。うつるの代わりに面倒なことを引き受けていたが、次第に外の世界を気に入ってしまい、やがてうつるを裏切って魔法の鏡を海に捨ててしまう。その後は本物のうつるに成り代わって生活するようになり、第2話以降のエピソードにも度々登場する（第5話や第13話など）。
第四巻の特別編でも登場し、鏡に映る姿で描かれた。
別途 大介（べっと だいすけ）
第3話の主役で、動物好きな少年。名前の由来は「ペット大好き」。家でペットを飼うことが夢だが、教育熱心で極めて厳格な両親からは断固反対されており、両親には逆らえない他、自分も動物に懐かれないことに悩んでいた。ラピス・ラズリの力で「どんな動物も自分に従順なペットに出来る」力を持つペットガンを手に入れ、その力で町中の野良犬や野良猫、動物園の動物達をペットに変える。その後は動物園のライオンを密かに家に連れ帰って飼育していた。
ある日母親にライオンを飼っていることを感付かれ、処分されそうになったことで自分の言うことを聞いてくれない両親に怒りを覚え、従順になれば言うことを聞いてもらえると思い込んでペットガンで撃ってしまう。結果として両親が動物同然となったことで生活がままならない状態に陥り、両親の世話に追われた末に精神の限界を迎え、自身をペットガンで撃って自ら動物と化してしまった。
第四巻の特別編では、猫を可愛がっているものの相変わらず好かれていないのか、ひっかかれている姿が描かれた。
蛇井 芸真（へびい げいま）
第4話の主役で、ゲームが大好きな少年。名前の由来は「ヘビーゲーマー」。ラピス・ラズリの力で「ゲームの世界に出入りできるバンダナ」を手に入れ、自分が一番好きな「モンスターを狩るゲーム」の中に入ることで主人公のように振る舞って楽しんでいた。
データ改造で強力な装備を手に入れていたプレイヤーとの対戦で敗れてしまい、その悔しさから自分にもデータ改造を施した後に再戦を挑んで勝利するが、その影響で自分の身にバグが生じ、現実世界でバグに侵食されて消滅してしまった。
第四巻の特別編では変わらずにゲームに熱中する姿が描かれた。
座湖篤 快（ざこあつ かい）
第5話の主役で、人気者に憧れる少年。何の取り柄もなく「雑魚扱い」されていることをコンプレックスに思っていた。また、カードゲームが好きだが、レアカードを出すことができず、クラスメイトとの対戦ではいつも負け続けている。ラピス・ラズリの力で「どんなものでもレアな物に見せるスプレー」を手に入れ、そのスプレーを自分に使ったことでクラスの人気者となるが、スプレーをかけすぎたためにクラスメイト達や母親の異常な執着を誘発してしまい、恐怖に怯える羽目になった。
ラピスとのやり取りの後、目覚めた際には友人たちが普段と変わらぬ態度を見せたためすべてが夢だったと安堵していたものの、友人たちが凶器を後ろ手に隠し持っているシーンでそのままバラバラにされたことが暗示された。
第四巻の特別編ではカードゲームに熱中する姿が描かれた。
未緒 守（みお まもる）
第一巻の書き下ろしエピソードに登場したいじめられっ子の少年。名前の由来は「身を守る」。いつもいじめっ子達に暴力を振るわれて怪我をさせられているが、それ故に「自分の身を守れるようになりたい」という願いを抱えており、ラピスにその願いを叶えて貰ったことで自在にバリアを張ることの出来る「バリアプリ」を手に入れる。その後はバリアプリの力で自分の身を守れるようになったが、後にバリアプリをアップデートして自分の身の回り全てにバリアを張れるようになった末、バリアの中に閉じ込められて窒息してしまう（ラピス曰く、バリアプリを削除すれば、バリアを解除することが出来るらしいが、本人がそれに気付くことができたのかは不明）。
第四巻の特別編では理夫や斗辺流と共に井児萌泰造に追い掛け回されている姿が描かれた。

#### 第2巻
火井呂 正義（ひいろ まさよし）
第6話の主役で、特撮ヒーローが好きな少年。名前の由来は「正義のヒーロー」。自分も正義のヒーローになることに憧れており、友人達と共にヒーローごっこを楽しんでいたが、ヒーローごっこを恥ずかしがる友人たちと仲たがいしてしまう。その後、ラピス・ラズリの力で「ヒーローに変身できるベルト」を手に入れ、自分が好きな特撮ヒーローに変身できるようになり、同時に現れた悪の怪人を倒したことで町のヒーローとなる。
しかし怪人だと思っていた相手がアイテムの力で怪人役に仕立てられた友人たちだったことをラピスに知らされ、友人たちを傷つけてしまったことに絶望する。更に「ヒーローごっこを終わらせるには、すべての友人たちを犠牲にするか、自分が怪人にやられて死ぬかのどちらかしかない」という二者択一を迫られた末、良心の呵責に苦しみつつ「ヒーロー」として活躍し続ける道を選んだ。
第四巻の特別編では相変わらずヒーローごっこに熱中する姿が描かれた。
猫山（ねこやま）、目金（めがね）
火井呂正義の友人達。正義のヒーローごっこに付き合っていたが、内心では彼の趣味を子供っぽいと思っていた。正義がヒーロー変身ベルトの力でヒーローに変身した際にその力で「悪の怪人」に変えられてしまい、彼に重傷を負わされてしまう。
第四巻の特別編では変わらずにヒーローごっこを楽しむ正義に呆れている姿が描かれた。
足牙 隼人（あしが はやと）
第7話の主役で、足が速いことが自慢の少年。名前の由来は「足が速い」。勉強や他のスポーツは苦手だが、主に走りなどを唯一の取り柄としており、それ故に自分が運動会で一番輝けるという理由からアンカーに対しては並々ならぬ執着心を持っている。毎年運動会のリレーでアンカーを務めていたが、転校生の松羽に敗れたことでその座を奪われてしまう。その後、悔しさからラピス・ラズリと契約して「もっと速く走れるようになりたい」という願いを叶え、自分の速さを自由にコントロールできる腕輪を手に入れて松羽に再戦を挑みアンカーの座を奪い返した。
雪辱を果たして満悦していたものの、運動会の前夜、興奮で寝付けなかったことから短時間での睡眠を望んで倍速ボタンを連打しすぎたため、急速に老化して老人の姿となってしまう。それに気付かずに体操服姿で学校に向かったことで隼人に手を出した不審者と間違えられ、「倍速にしていたのはあなたの人生そのもの」という衝撃的な真実をラピスから告げられたことに絶望しながら警察に突き出されてしまった。なお、表向きでは行方不明となっている。
第四巻の特別編では松羽と徒競走で競い合っている姿が描かれた。
松羽 瞬介（まつば しゅんすけ）
隼人のクラスに転入した少年。名前の由来は「マッハ」。隼人以上の俊足を持っている。一度は隼人に勝利し、彼に代わってリレーのアンカーに選ばれるが、再戦ではラピスとの契約で速さをコントロールする力を得た隼人に敗れる。
第四巻の特別編でも登場し、隼人とライバル同士になって彼と競い合っている姿が描かれた。
輝江 法太（てるえ ほうた）
第8話の主役で、2年前に引っ越して以来はかつて両親と一緒に行った観光名所「ヘブンズタワー」にもう一度行きたいと願っていた少年。名前の由来は「テレポート」。ラピス・ラズリとの契約で行きたい場所に自由にテレポートできるペンダントを手に入れる。力を利用して様々な場所へ移動して旅行を満喫し、引っ越し前の友人に再会する。
しかし法太がラピス・ラズリの力でテレポート能力を得たことに感づいた友人からその力を二度と使うなと忠告されたことに腹を立て、取り壊されていることを知らぬままヘブンスタワーの最上階へワープしたために空中に放り出されてしまう。そのことをラピスから告げられた直後にテレポートして逃れようとするも、テレポート直後の5秒間のインターバルが仇となり、間に合わずに落下死してしまった。
第四巻の特別編では友人達と楽しく過ごしている姿が描かれた。
法太の友人
輝江法太の友人。いとこがラピスとの契約によって破滅したことを知っており、ラピスとの契約でテレポートの力を得た法太に力を使わない方がいいと忠告したが、当の法太からは力が使えることに嫉妬して嘘を言っていると誤解されて聞き入れて貰えず、悲劇の引き金を引いてしまった。
第四巻の特別編でも登場し、法太と楽しく過ごしている姿が描かれた。
フエルド・メッサ
第9話の主役で、ラピス・ラズリの最初の客となった人物。名前の由来は「めっちゃ増える」。
19世紀のスイスに住んでおり、煙突掃除の仕事をしながら「生きていれば必ずいいことがある」という信条の下で日々の食事もままならない程に困窮した生活を送っていたが、「パンをお腹いっぱい食べたい」という願いをラピス・ラズリに叶えて貰い、「入れたものを無限に増やせる壺」を入手する。
その後、壺の力で金もうけを繰り返したことで大金持ちにまで出世したが、欲に目がくらんで壺に金貨を入れたまま一晩放置したため、室内を埋め尽くす程に増殖した金貨と天井の隙間に押しつぶされて圧死した。
幼いころに祖母から「魔法の宝石で人間の願いを叶える一族」のおとぎ話を聞かされており、死の間際におとぎ話が一族の滅亡という不吉な結末で終わっていたこと、そして滅亡のきっかけを作った一族の子供が目の前にいるラピス本人であったことに気づき、恐怖と絶望の内に死亡した。
第四巻の特別編では変わらずに煙突掃除の仕事に励む姿が描かれた。
御馬路 奈依（おまじ ない）
第10話の主役で、おまじないや占いが好きな少年。名前の由来は「おまじない」。女の子のような趣味を持っていることを気にしており、周りにはそれを隠している。ラピスとの契約で「指に塗ると幸運を呼び込む絵の具」を手に入れ、絵の具の力で様々な幸運を呼び寄せるが、欲を出して全ての絵の具を指に重ね塗りした結果、全ての色が混ざり合ったことで一生暗黒に包まれた人生を送ることになる「黒い色」になり、目玉が取れて両目共に失明してしまう。
第四巻の特別編では音津子と両思いになって彼女と交際している姿が描かれた。
芽香 音津子（めが ねつこ）
御馬路奈依のクラスメイトの少女。名前の由来は「メガネっ娘」。奈依と同様に占いやおまじないが好きで、いつもラッキーアイテムなどを身に付けている。奈依と顔を合わせれば喧嘩ばかりしているが、実は彼に対して好意を寄せており、後に奈依に告白をして彼と付き合うこととなる。
第四巻の特別編でも登場し、奈依と手を繋ぐ姿が描かれた。
木矢 トオル（きや トオル）
第11話の主役で、UFOや宇宙人が好きな少年。名前の由来は「キャトルミューティレーション」。ラピスとの契約で「UFOを呼び出すペンダント」を手に入れ、クラスメイトと共にUFOを呼び出す儀式を行うも失敗し、その直後、星へ帰れると思っていたのに騙されたと思い込んだ怒りで正体を現したアンの仲間のエイリアンたちに襲われて気絶。その隙に、彼をエイリアン仲間に引き込もうと画策した永里アンの手で肉体改造され、エイリアンと化してしまう。
第13話では古孤呂望樹がココロメガネの力を利用してアンと友達になる様子を目撃しており、自分の身に起きた一件から不安そうな表情を浮かべている（元の姿に擬態する力があるらしく、外観は人間の姿に戻っている）。
第四巻の特別編では偶然UFOを見かける姿が描かれた。
永里 アン（えいり アン）
トオルのクラスメイト。名前の由来は「エイリアン」。清楚な美少女だが、正体は地球人に化けたエイリアン。他のエピソードにも度々登場しており、火井呂正義や御馬路奈依と同じ学校に通っている。また、第6話では火井呂正義の近くで「タリスマン」に関する噂話をクラスメイトとしている様子が描かれている。
100年前に地球に不時着して以来、いつか星に帰れることを信じて100年近くも生きており、仲間のエイリアンとともに地球人に擬態して学校に通っている。木矢トオルを改造してエイリアン仲間に引き込んで以降、仲間を増やすべく友達を欲しがるようになり、第13話では古孤呂望樹と友達になった。
単行本の各話の末尾に掲載されているお客と魔法アイテムの紹介ページでは木矢トオルと共に描かれているが、彼女自身がラピスと接触していたかどうかは作中では不明。
第四巻の特別編では、UFOが浮かぶ空をバックに、寂しげな表情でたたずんでいる姿が描かれた（無事帰れた模様）。
連載終了後に作者のTwitterで公開された特別編では、母星の帰還を叶えるべくラピスと接触するも地球外生命体であるが故に心の宝石を持たないため契約対象外だったことが発覚。代わりに、宝石店の噂を流して客を呼び集める手伝いをする代わりに彼女の願いを叶えるのに役立ちそうな客の情報を提供するという取引を交わしていたことが明かされた。
夜句葉 理夫（よくば りお）
第二巻の書き下ろしエピソードに登場した少年。名前の由来は「欲張り」。ラピスとの契約で「自分の言ったことが現実の物になる力」を手に入れ、その力を用いて破滅した客たちの願いを思い通りに叶えていたが、テレビを見ていた際に「笑いが止まらない」と言ったことで本当に笑いが止まらなくなり窒息死した。
第四巻の特別編では守や斗辺流と共に井児萌泰造に追い掛け回されている姿が描かれた。

#### 第3巻
氷屋 久遠（こおりや くおん）
第12話の主役で、ゲームクリエイターを目指す少年。名前の由来は「攻略」。小学生だった1994年にラピス・ラズリと契約して「自分の人生にもゲームのような攻略本がほしい」と願ったことから人生の攻略本を手に入れ、その力で順風満帆な人生を送り、20年後の2014年には憧れのゲームクリエイターとなって自身の作ったゲームをヒットさせ、更には妻子にも恵まれた。
しかし、好奇心に抗えずに最後まで攻略本を読んだことで自分がこの先どんな人生を辿るのかを知ってしまったために生きる張り合いを失い、それでもなお攻略ルートから外れる不安から攻略本が手放せないという状態に陥ってしまった。その後、第20話では木曽久が作ったルールが原因で死亡した。
第四巻の特別編では、攻略本に載っていた写真とは異なる女性と結婚して一児の父となっている姿が描かれた。
氷屋 舞瑠（こおりや まいる）
久遠が20年後に攻略本に載っていた女性と結婚したことで生まれた娘。名前の由来は「こりゃ参る」。
第四巻の特別編では、同一の容姿で再び久遠の娘として生まれており、両親と手をつなぎながら仲良く歩いている姿が描かれている。容姿そのものは時間改変前と同じだが名前を呼ばれておらず、過去が変わったことで久遠が攻略本に載っていたのとは別の女性と結婚しているため、名前も含め時間改変前と同一人物なのかは不明になっている。
古孤呂 望樹（こころ のぞき）
第13話の主役で、近所に住む大学生の妖戯と仲の良い少年。名前の由来は「心を覗く」。妖戯を兄のように慕っているが、「恋人ができた彼の迷惑になるからもう行くな」と母に注意されたため、妖戯が自分のことをどう思っているかを気にするようになる。
ラピスと契約して「他人の心を覗く力」を持つアイテムのココロメガネを手に入れて妖戯の本心を知ろうと画策し、妖戯に直接訪ねたことで彼の本心を知るものの、その直後にココロメガネの力で妖戯の心を覗いた際に彼が恋人を殺害したことを知ってしまい、メガネを取り上げた妖戯にそのことを知られて命の危機に晒される羽目になる。
第四巻の特別編では警察に逮捕され連行されていく妖戯を見て涙を浮かべて悲しんでいる姿が描かれた。
佐津貝 妖戯（さつがい ようぎ）
望樹の近所に住んでいる大学生。名前の由来は「殺害容疑」。面倒見の良い性格で望樹の遊び相手になっており、弟のように可愛がっている。しかし恋人が浮気をしていたことに激怒して殺害した直後、訪れてきた望樹の話から彼が持つココロメガネにより全てを知られたと気付き、口封じのために望樹を殺害しようと迫る。
第四巻の特別編でも登場し、恋人殺害が発覚して警察に逮捕され、連行されていく姿が描かれた。
夜歩 椎那（やほ しいな）
第14話の主役。仲の良い友人が二人おり、彼らからは「ヤッホー」という愛称で呼ばれている。名前の由来は前述の「ヤッホー」と「部屋欲しいな」だと思われる。
兄と部屋を共有しているために色々なトラブルが絶えず、自分だけの部屋を作りたいと願っていた。ラピスとの契約で部屋を作り出せる「ドアノブシール」を手に入れて念願の自分の部屋を手に入れ、更には友人達を招いてドアノブシールの力を利用して秘密基地を作るが、部屋を増やし過ぎたのが仇となって遭難してしまう。その後、彷徨っている最中に自身の些細な行動がきっかけで友人達と仲違いしてしまう。最後の1枚で食糧のある部屋を作って閉じこもったものの、「出口に通じる部屋を作れば無事に出れた」ことをラピスに指摘されると同時に、足をくじいてしまったために歩けなくなり、自分独りだけが部屋に取り残されたことに絶望する。
第四巻の特別編で友人たちとと仲良く遊ぶ姿が描かれた。
羽呂 和亜句（はろ わあく）、地椅子 宇太郎（ちいす うたろう）
椎那の友人達。椎那とは挨拶みたいなあだ名をきっかけに友達となっており、彼からは「ハロー」と「チィース」と呼ばれている。椎那との友情も大切にしている。
椎那と「ドアノブシール」で遊んでいる時に遭難してしまい、後に彼が唯一の食料であるお菓子を独り占めにして食べたことをきっかけに仲違いし、椎那を見捨てて出口を探しに行ったが、最終的には脱出に成功した。
第四巻の特別編では椎那と仲良く遊ぶ姿が描かれた。
根地 勇（こんち ゆう）
第15話の主役で、昆虫が好きな少年。名前の由来は「昆虫」。自作の昆虫標本を幼馴染の雷奈に壊されてしまい、標本を直すためにどんな虫も手軽に手に入れたいという願いを叶えてあらゆるものを虫に変える「虫化の杖」を手に入れ、その杖の力が自分にも効くと分かってから自分が昆虫に変身して遊ぶようになった。
セミに変身して遊びまわっていた際、お詫びに新しい昆虫標本を作ろうとしていた雷奈に捕まり、標本にされて死亡してしまう。
第四巻の特別編は雷奈と仲良く過ごしている姿が描かれた。
夢式 雷奈（むしき らいな）
勇の幼馴染の少女。名前の由来は「虫嫌い」。小さいころは虫が好きで、勇とよく昆虫採集をしていたが、現在では虫嫌いになってしまった。勇の昆虫標本を壊してしまったことを気にして罪悪感を抱き、彼と仲直りするために自分でお詫びの印に新しい標本を作っていたが、最終的には捕まえたセミが勇だとは知らずに殺してしまう。
第四巻の特別編では勇と仲良く過ごしている姿が描かれた。
最能 零（さいのう れい）
第16話の主役で、何の取り柄も無いことにコンプレックスを抱いていた少年。名前の由来は「才能無し」。「何か一つでもいいから才能がほしい」という願いを叶えて自由に才能を手に入れられる「才能笛」を手に入れ、遂にはあらゆる才能を用いて子役タレントとしてデビューを果たすが、ある日を堺に意識が度々途切れるようになったり、友達と撮った写真が心霊写真となるようになる。
実は才能笛を吹く度に「才能を持ちながらそれを発揮することなく死に悪霊と化した人々の霊魂」を自分の体の中に取り入れており、最終的には笛を使いすぎたことで集まった大量の悪霊達に体を乗っ取られてしまう。
第四巻の特別編では自力で才能を開花させ、テストで89点を取る姿が描かれた。
空尾 斗辺流（そらお とべる）
第三巻の書き下ろしエピソードに登場した空を飛ぶことに憧れていた少年。名前の由来は「空を飛べる」。ラピスとの契約で願いを叶えて「体を軽くするキャンディ」を手に入れ、そのキャンディを食べたことで空を自在に飛べるようになったが、軽さが足りないという理由からキャンディを食べ過ぎてしまい、最終的には軽くなり過ぎたことで台風に巻き込まれて南極の方まで飛ばされてしまう。その後、余りの寒さで飛ぶことも日本へ向かう方向を知ることすらも出来ず、氷漬けのまま発見された（生死は不明）。ラピスにも、「とりあえず寒いので、さっさと終わらせましょう」と、雑な絶望の回収をされた。
第四巻の特別編では守や理夫と共に井児萌泰造に追い掛け回されている姿が描かれた。

#### 第4巻
甘谷 香澄（あまや かすみ）
第17話の主役で、教育に厳しい母親を持つ少年。名前の由来は「甘やかす」。自由に遊べないことに悩みを抱えており、ラピスとの契約で「母に自分のわがままをもっと聞いてほしい」という願いを叶えて持っている限りはどんなわがままも親に叶えて貰える「わがまま契約書」を手に入れる。しかし、契約書に頼り切ったために10年後には遊んでばかりのダメ人間と化してしまう。
後悔の念から無意識に口にしたわがままによってラピスと出会う前の時間に戻り、その時間の自分をタリスマンに行かせない様に止めようとしたが、当人に不審者扱いされて逃げられてしまい、最期は契約書も失った上に自動車に轢き殺された。
第四巻の特別編では母親から厳しく叱られている姿が描かれた。
寄尾士 卓（きびし すぐる）
香澄の友達。名前の由来は「厳しすぎる」。香澄と同じ塾に通っており、また彼と同様に教育に厳しい母親を持っている。ラピスとの契約でわがままを叶えて貰えるようになった香澄の姿を見て羨ましそうな様子を見せていたが、厳しいのも親の愛情ゆえと考えて努力を続けており、10年後には有名会社の社長になり、同時にテレビのインタビューを受けるまでに成長する。
腐利 訳留（ふり わける）
第18話の主役で、何をしても平均的な結果しか出せず、「ミスター平均」というあだ名で呼ばれていた少年。名前の由来は「振り分ける」。平均的な結果しか出せないことに悩み、「何か一つでも秀でた能力がほしい」と考えてラピス・ラズリと契約し、能力を自由に振り分けられるアイテム「パラメーター振り分け機」を手に入れ、自分の能力を自由に振り分けて様々な所で優れた結果を出せるようになる。しかし井地萌とその仲間のいじめっ子達に喧嘩を売られ、圧倒された際に自分の能力を全て体力に振り分けて井地萌を返り討ちにしたが、結果として知恵も運も失い、最終的には赤ん坊同然となって入院させられ、振り分け機も取り上げられてしまった。
四巻の特別編ではごく普通に過ごしている姿が描かれた。
志葉 滅矢（しよう めつや）
第19話の主役で、好奇心旺盛な少年。名前の由来は「消滅」。親友の卓と行動を共にしており、また卓からは「めっちゃん」と呼ばれている。嫌いなものが多いことにうんざりして「嫌いなものが消えればいい」と願ったことで魔法のアイテム「キエテナクナール」を手に入れ、その力で自分の嫌いなものを次々に消滅させた。しかし後に些細な勘違いから卓を嫌いだと思ってしまったことで卓を消滅させてしまい、罪悪感から自分も消滅してしまう。消滅する間際にラピスの存在をアイテムの力で消そうとしたが、不死身の彼を消すことは出来なかった。
第四巻の特別編では卓と楽しく過ごしている姿が描かれた。
飯八 卓（いいやつ すぐる）
滅矢の親友で、友達想いの優しい少年。名前の由来は「いい奴すぎる」。滅矢がいじめを受けていた際に周囲が見て見ぬふりをする中で唯一体を張って彼を庇い、そのことをきっかけに滅矢と親友になる。しかし、滅矢の作った粘土細工を壊してしまったクラスメイトの女の子を庇うため自分が壊したと嘘をついたことで滅矢に嫌われてしまい、魔法のアイテムの効果によって仲直りが叶うことなく消滅してしまった。
第四巻の特別編は滅矢と楽しく過ごしている姿が描かれた。
木曽久 芝留（きそく しばる）
第20話の主役で、ラピス・ラズリの最後の契約者となった少年。名前の由来は「規則を縛る」。間違ったことが許せない真面目な性格をしており、「みんながルールを守れば世界が平和になれる」と考えている。病弱な母親と2人暮らしであり、母を大切に想っている（その性格も、常日頃慕っている母に褒めてもらいたいという動機が大きい）。ラピスと契約し、ルールを自由に設けてそれを破った人間に罰を与えられる「ルールブック」を入手して自分だけのルールを次々に作ることで平和な世界を作ろうとする。
結果として多くの人々を自分の作ったルールの被害に遭わせた上に母親をも意識不明の重体に陥らせてしまい、ラピスに悪い子呼ばわりされたショックで精神崩壊してしまう。そして錯乱したまま「違反すると死ぬルール」をルールブックに大量に書き込むことで、ラピスさえも予想していなかった人類滅亡という事態を引き起こした。その後、彼自身がどうなったのかは不明。
第四巻の特別編では母親と楽しく暮らしている姿が描かれた。

### その他の登場人物
井地萌 泰造（いじめ たいぞう）
本作における狂言回しの役割を担うキャラクター。名前の由来は「いじめたい」。小学生とは思えないほどの大柄な体躯を持っており、何よりも弱い者いじめが大好き。八つ当たりや理不尽な理由で人を殴ることもあるため、それぞれの話の主人公たちからは恐れられたり、時には「クズ野郎」や「バカ」などと罵られるほど嫌われている。相手にした高校生を泣かせる程に腕っ節も強いため、いじめっ子仲間からは頼りにされている。
ラピス・ラズリとの契約で願いを叶えた子供達をいじめようとしてはことごとく返り討ちにされることが多いため、のちに体を鍛えるようになり、「パラメーター振り分け機」で体力のゲージをかなりの所まで上げた腐利を追い詰める程の力を身に付けたが、最終的には体力ゲージを最大限にまで上げた腐利に敗北して「結局俺はどうやっても勝てないのか」と泣きながら逃げ出した。
第四巻の特別編では守や理夫、斗辺流を追い回していた。
井地萌 真栗（いじめ まくり）
第12話に登場した人物で、久遠の小学生時代の同級生。名前の由来はいじめまくる」。いじめっ子で学校では嫌われ者となっている。泰造と名字が同じで、容姿も似ているが、関連は不明。人生の攻略本の力で人気者になった久遠に嫉妬していじめようとしたが、攻略本によって自分の弱みを知っていた彼に返り討ちにされた。
ペリドット
宝石使いの一族の少女で、ラピス・ラズリの幼馴染み。現在のラピスが身に着けているのと同じ六角形の緑の宝石を額に付けている。常日頃からラピスを見守っており、同時に彼に対して「人間は欲望によって不幸をもたらす恐ろしい怪物」だと教えていたが、後にルーベの父と仲間達が宝石使いの隠れ里を襲った際に彼らに見つかり殺されてしまう。その後、ラピスが「自分の願い」を叶えた世界では無事に生き延び、10年後に結婚してラピスにそっくりな子供を授かる。
ルーベ
ラピスの「友達」となった人間の少年。家庭は貧しく、暴力と酒に溺れる父のライズに代わって薬草や魚を取って売ることで生計を立てている。魔の森に入った際にオオカミに襲われたラピスを助け、それがきっかけで彼と友人になる。その後、自分の家庭事情を知ったラピスから譲られた青いラピスラズリを売って大金を家に持ち帰るものの、それが原因となって父の蛮行を引き起こし、ラピスとの友情の崩壊と宝石の民の滅亡を招いてしまう。
ライズの暴走で引き起こされた里の惨劇を目の当たりにし、ラピスに襲い掛かった父を止めようとしたが、心の宝石を失って豹変したラピスの力で父と仲間達が滅ぼされる様を直視したショックにより、誤解が解けぬまま精神が崩壊してしまった。
最終回では魔の森に入ろうとした際に異形の姿となったラピスと遭遇して追い返され、ラピスとの出会いが無かったことにされた。
ライズ
ルーベの父親。働く気もなく酒におぼれ、暴力を振るっている。息子が大金を持ち帰ってきたのを見てどこで金を手に入れたのかを怪しみ、後をつけて行った際に息子が禁足地である魔の森に入って行くところを目撃する。そして魔の森の奥にあった宝石使いの隠れ里を発見し、欲にくらんだ末に酒場の仲間達と共にバケモノ退治と称して宝石使いの隠れ里を襲撃し、宝石使い達を虐殺する。更には里に戻ってきたラピスも手に掛けようとしたが、心の宝石を失ったことで豹変したラピスの力で「金が欲しい」という願いを歪んだ形で叶えられ、仲間達共々自分自身が金貨となって消滅してしまう。
魔石 昌子（ませき しょうこ）
第四巻の特別編の最後のコマで登場したラピス・ラズリと瓜二つの少女。顔立ち、体形、髪型や服装のフォルムがよく似ている他、「フヒッ」というラピスと同じ笑い声を発する。また、両目がラピスと同じ魔眼となっているが、頭に宝石はついていないため、ラピスや宝石の民との関係は不明。

## 用語
心の宝石（ハートジュエル）
ハートの形状を模した宝石。普段は人間の体内にある「心の宝石箱（ジュエルパクト）」に納められているが、ラピス・ラズリは自らの力によって来客者の宝石箱から宝石を取り出すことができる。「なくなっても困らない」とラピスが語っている通り、宝石箱から取り出されても特に支障はない。
ラピスはこれを提供してもらう対価として、願いを叶える宝石「ラピス・ラズリ」を契約者に譲渡する。なお、心の宝石は一人につき一つしかないため、契約者が対価として心の宝石を差し出せるのは一度だけである。
また、人間の心にしか存在しないらしく、作者のTwitterで公開された新エピソードでは、地球外生命体である永里アンがラピスの店に訪れた際に心の宝石がないため契約対象外であるという事実が発覚している。
ラピス・ラズリ
持ち主の願いを一つだけ叶えるという不思議な力を持つ宝石。見た目は丸い形をした赤い石で中にドクロのような模様が浮かんでいる。
持ち主の願いに応え、それに応じたアイテムに変化する。ラピスがラピス・ラズリを譲るのは一人につき一度だけであり、同じ人物に再びラピス・ラズリを譲ることは、対価があろうとなかろうと不可能であるという。
第9話ではこれと色違いの「青いラピス・ラズリ」が登場しているが、ラピス曰くこれは「客に渡すための物ではない」という。その正体はラピスが心の宝石を失う前に生み出したラピス・ラズリで、彼が「自分の願い」を叶えるために取っていたものであった（客に手渡すものと違い、ドクロ模様が浮かんでいない）。
宝石の民
人間の願いをかなえる宝石を生み出す力を持つ一族。四葉のクローバーのような虹彩と宝石と一体化した頭部を生まれ持つという身体的特徴があるが、それ以外は通常の人間と変わらない容姿をしており、人間同様に心の宝石も持っている。頭部の宝石の種類は人によって異なり、頭に生えた宝石の名を自らの名前としている。また、多くの人々は宝石が額や側頭部に埋め込まれているが、ラピスは頭頂部そのものが大きな宝石となっている。
人間を欲望によって災いを呼ぶ存在とみなして魔の森の奥の隠れ里に隠れ住んでおり、里の外に出ることを固く禁じていたが、幼いころのラピスが強い好奇心から禁を破って人間と接触したがために、宝石を狙う欲深い人間によって虐殺され、ラピス独りを残して滅亡してしまった。
魔石商
数百年前の悲劇のあの日からラピスが名乗るようになった肩書き（劇中では「ナゾの宝石商」と自ら名乗る）。
これまで述べた通り、人々に心の宝石を対価として願いを叶える術を与えるが、叶えることができるのは客の願いのみで、自分自身の願いを叶えることはできないという理が存在する。
ラピスの目的は「ラピスラズリの力で自分自身の願いを叶える」ことだが、魔石商である彼がそれを可能にするためには心の宝石を絶望に染め上げて大量に集めて体に吸収することで、絶望のチカラを我が物にしなくてはならない。それが、ラピスが人々を絶望に陥れる理由である。
魔法のアイテム
各話の契約者達が手に入れたアイテム。一部を除いて取扱説明書にあたるものがないため、基本的には手探りで使い方を見つけなければならない。
便利なアイテムだが使い方を誤ると死に至るものや、使用者の思惑とは異なる形で願いを叶えてしまうもの、使用した時点で使用者を破滅に追い込むことが確定しまうような危険なものも存在する。
セーブ&ロード
後輪寺優が手に入れたアイテム。両手の甲に浮き出たボタンで「セーブポイント」を作り、セーブした時間へ戻ることができるようになる。
セーブポイントは一つしか作れず、新しくセーブを行うと前のセーブポイントは消えてしまう。
魔法の鏡
鏡うつるが手に入れたアイテム。分身を作り出す力を持った鏡で、分身が活動している間は鏡の中にある部屋で過ごすことができる。
鏡に入れるのは分身と同じ姿をした人間だけに限られており、たとえ分身の元となった本人であっても、体系に変化が生じたりして分身と差異が生まれると出入りができなくなる。
ペットガン
別途大介が手に入れたアイテム。あらゆる動物を従順なペットに変えることができる魔法の銃。
野良犬・野良猫から動物園の猛獣まであらゆる動物に使うことができる。人間にも効果があるが、人格も知能も消滅して文字通りのペットと化してしまう。元に戻す方法は無いと思われる。
ゲームバンダナ
蛇井芸真が手に入れたアイテム。頭に巻くことでゲームの世界に入ることができるようになるバンダナ。外すと現実世界に戻る。
ゲーム内でバグが生じるような行為を行うと、バグが現実世界に侵食し使用者自身をもバグらせてしまう（プログラムミスなどのゲームに起因するバグについては不明）。また本作では珍しく、主人公がすでに身につけていた所有物がそのまま魔法の力を身につける形でのアイテム取得となった。
レアスプレー
座古篤快が手に入れたアイテム。かけたものを珍しい物のように見せることができるスプレー。
カードゲームのザコカードに使えばレアカードのように見せられ、石ころに使えばその石を宝石より価値がある物に見せることができる。人間に使えばその人を人気者にすることもできるが、かけ過ぎると他人からは、とてつもなく高価な「物」に見えてしまい、それを奪おうとする者によって命の危険に晒される。
ヒーロー変身ベルト
火井呂正義が手に入れたアイテム。特撮ヒーローの変身アイテムの様なベルトで、日曜日の朝のみこれを身に着け「変身！」と唱えることでヒーローに変身することができる。更に怪人が自動的に出現するようになり、現実世界でリアルなヒーローごっこを繰り広げられるようになる。
ヒーローに変身すると凄まじい力を発揮できるようになるほか、そのヒーローが使っている武器を実際に使うこともできるようになる。
実は、アイテムの力で使用者の近しい人間を強制的に怪人に仕立て上げてしまう。さらに、ヒーロー役、怪人役ともにお互いの攻撃で肉体的なダメージを実際に受けるようになる上に、怪人化した人間をすべて犠牲にするか、ヒーロー役自身が怪人の犠牲になるまで効果は続いていく。
倍速ブレス
足牙隼人が手に入れたアイテム。何倍もの速さで動くことができるようになる腕輪で、任意の数字を入力することで倍速のスピードを調整することができる。実は早送りにしているのは装着者の動作ではなく「人生」であり、早送りし過ぎると急速に老化してしまう。
テレポートストーン
輝江法人が手に入れたアイテム。ペンダントの形をしており、石の部分を握って行きたい場所を頭に思い浮かべることでその場所にテレポートすることができる。
一度テレポートした後は、5秒間の発動制限がかかる。
増殖の壺
フエルド・メッサが手に入れたアイテム。中に入れたものを何倍にも増やす力を持った壺で、パンでも金時計でもあらゆるものを増やすことができる。
壺の取っ手を引くことで増殖を止めることができる。
幸運の絵の具
御馬路奈依が手に入れたアイテム。赤・青・黄・緑の四色の絵の具セットで、それぞれの色を左手薬指の爪に塗ることで様々な運を呼び寄せることができ、効果は一日続く（赤が恋愛運、青が勉強・仕事運、黄が金運、緑が健康運）。
色を重ねれば同時に複数の運を呼び寄せることが可能。
なお、基本的に説明書のないアイテムの中では珍しく、箱の蓋の裏に使い方に関する説明書きと使う上での注意書きがあり、注意書きには黒を塗ると一生、暗黒に包まれた人生を送ることになってしまうと記されている。四色の中に黒はないが、塗り方を誤ると黒になってしまう。
UFOペンダント
木矢トオルが手に入れたアイテム。UFOの形をしたペンダントで、トオルが雑誌で見た「宇宙人にあった人物」が身に着けていたペンダントが元となっている。
「宇宙人を呼び出す力がある」とされるていたが、「UFOを呼び寄せる」という木矢の思惑とは違った形で願いを叶えた。
人生の攻略本
氷屋久遠が手に入れたアイテム。ゲームの攻略本の形をしており、自分の人生の中でどんな行動をとるとどんな風に人生が分岐するかが細かく描かれている。
ココロメガネ
古孤呂望樹が手に入れたアイテム。かけることで相手の心を漫画の吹き出し状に視覚化して読めるようになる眼鏡。
願いをかなえた本人だけでなく、他人にも使うことが可能。
ドアノブシール
夜歩椎那が手に入れたアイテム。ドアノブの絵が描かれたシールで、壁に貼ると部屋を作り出すことができる。また、ラピスの台詞から、作った部屋の状態が維持され続けるわけではないと思われる。
虫化の杖
根地勇が手に入れたアイテム。振ることであらゆるものを虫に変えることができる杖。虫に変えた人や物体は鏡に映すと元に戻る。
才能笛
最能零が手に入れたアイテム。吹くと様々な才能を取り込むことができるリコーダー。
実際は才能を持ちながら死んで未練から成仏できなかった無数の空霊を体に憑依させるというアイテムで、とり憑く霊は現世への未練の強さのあまりに悪霊と化しているため、必要以上に使用すると大量の悪霊に体を乗っ取られてしまう。
わがまま契約書
甘谷香澄が手に入れたアイテム。持っている限り親があらゆるわがままを叶えてくれるようになる契約書。
現実には不可能な事象まで実現可能だが、契約書が破れるなどして破損すると力が失われる。
契約書の効果がなくなる前に発したわがままは無効にならない。
パラメーター振り分け機
腐里訳留が手に入れたアイテム。ポケットゲームのような形をしており、自分の力や知識・運・美しさのパラメーターを自由に振り分けることができるようになる。
パラメーターを0にすると、その能力が全くなくなってしまう（美しさを0にするととてつもなくブサイクになり、知恵を0にすると知能が後退して赤ん坊になってしまう）ため、振り分け方には注意を要する。
キエテナクナール
志葉滅矢が手に入れたアイテム。薬型のアイテムで、これを飲んでから自分の嫌いなものを頭に思い浮かべるとそれを消すことができる。ただし、一度消したものは元に戻せない。
ルールブック 罪と罰
木曽久芝留が手に入れたアイテム。ルールブックの形をしたアイテムで、自分でルールとそれを破った場合の罰を自由に設定することができる。
更に決めたルールが全世界に適用されるという極めて強力な効果を持つ。
時の砂時計
ラピス・ラズリが「自分の願い」を叶えたことで手に入れたアイテム。過去へとタイムスリップする力を持つ。

## 書誌情報
- 桜ナオキ 『魔石商ラピス・ラズリ』 小学館〈てんとう虫コミックス〉、全4巻
  1. 2013年7月26日発売、ISBN 978-4-09-141660-5
  2. 2014年6月27日発売、ISBN 978-4-09-141789-3
  3. 2015年3月27日発売、ISBN 978-4-09-141899-9
  4. 2015年11月27日発売、ISBN 978-4-09-142107-4